# John Murray Thomas
John Murray Thomas (Bridgend, Gales, 6 de septiembre de 1847 - Bryn Crwn, valle inferior del río Chubut, 1924) fue un galés llegado a la Patagonia en 1865. Fue comerciante, explorador, fotógrafo, buscador de oro, comisario y subperfecto. Se destacó por asumir responsabilidad en las primeras expediciones organizadas en busca de oro y otros minerales, así como de nuevos territorios. Fue clave en la colonización del valle 16 de Octubre, donde se encuentran Trevelin y Esquel. Sus fotografías se encuentran entre las pocas referencias visuales existentes de la época y continúan siendo estudiado por historiadores.
Fue el primer colono galés del Chubut en solicitar y obtener la ciudadanía argentina. Este hecho fue condenado por muchos, pero hoy es catalogado por sus contemporáneos galeses como «muestra de argentinidad». Thomas fue quien más favoreció la integración definitiva de los galeses con el proyecto estatal argentino.

## Biografía
Tenía 17 años cuando zarpó hacia la Argentina con el primer contingente de colonos galeses en el velero Mimosa que llegó a Puerto Madryn en julio de 1865. A bordo estaba su hermana Gwenllian casada con el reverendo Abraham Matthews junto con su hija de ocho meses. Poco después de desembarcar, Thomas se unió a otros 18 hombres que viajaron desde las costas del Golfo Nuevo hasta el Valle del Chubut. En noviembre, se estableció en Buenos Aires trabajando para un escocés de apellido Younger. Thomas fue a dicha ciudad para prepararse como contable. Allí permaneció unos años y se casó con Harriett Underwood, la hija de uno de los hombres de negocios más prósperos de la capital argentina, John Underwood.
Como solo hablaba galés, Thomas decidió aprender español para «ser de utilidad para el crecimiento de la colonia». Consideraba que «para las actividades diplomáticas y de gestión, se debía tener un buen manejo del idioma local».
Cuando al puerto de la ciudad llegó el primer cargamento de trigo de la colonia galesa, su jefe Younger decidió fundar una casa de comercio en Chubut y ponerlo a Thomas al frente de ella en 1874. Ya instalado en el valle inferior, inició un comercio a gran escala y transporte de pasajeros entre Chubut y Buenos Aires con barcos de propiedad del escocés como el Gwenllian. En 1878 transportó desde Buenos Aires la segunda máquina a vapor que funcionó en el valle del Chubut. Thomas fue impulsor e inversor en la compra de las primeras naves que arribaron a la Patagonia de forma regular.
Sumándose a sus tareas comerciales poco a poco le interesó la aventura de la exploración del terreno lindante a la colonia, extendiéndose hasta los lagos Musters y Colhué Huapi, informando luego que no había encontrado tierra apta para la agricultura. Otras exploraciones lo llevaron al norte y oeste de la colonia. Entre 1878 y 1879 alcanzó la confluencia de los ríos Tecka-Gualjaina y Chubut, llegando también hasta las actuales localidades de Telsen, Gan Gan y El Mirasol. Durante estos y otros viajes tomó numerosas fotografías, conformando un importante archivo de imágenes históricas galesas y chubutenses. Fue el primer fotógrafo de la colonia.
La expedición hacia los lagos del sur chubutense comenzó el 2 de enero de 1878 y finalizó el 29 de enero del mismo año, junto a George Rees y Hugh E. Jones, partiendo desde Rawson. En el camino, encontró el río Chico, llamado Iámacan por los pueblos originarios y descrito por Simón de Alcazaba en 1534. En agosto, organizó una nueva expedición con mayores recursos y provisto de bienes y más caballos y llegó a la actual ciudad de Sarmiento. Algunos sostienen que fue el primer hombre blanco en llegar a esos territorios.

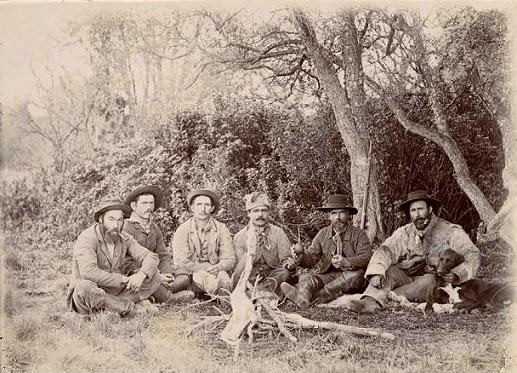
John Murray Thomas en el valle 16 de Octubre tomando mate junto con otros colonos galeses.

En 1884 cuando Luis Jorge Fontana fue nombrado gobernador del territorio, Thomas solicitó autorización e inistió en organizar una exploración hacia los Andes. Luego de un primer intento fallido, en septiembre, Thomas insistió en representación de los demás galeses ofreciendo gente, dinero y animales. Fontana accedió y puso al frente de la organización a Thomas y Gregorio Mayo como oficiales ayudantes. La expedición se llevó a cabo y Thomas fue elaborando el diario de la misma, iniciándolo el 14 de octubre de 1885, relatando los acontecimientos día por día.
En septiembre de 1888 Thomas organizó una nueva expedición hacia las tierras de la cordillera. Él era guía de 46 hombres que partieron con 10 carretas, 4 carros y más de 200 caballos para poblar el valle 16 de Octubre. También de esta expedición llevó cuenta en un nuevo diario de viaje. La expedición fue ordenada por Fontana y tenía como objetivo ocupar las 50 leguas destinadas para la nueva colonia galesa. Algunos de los que viajaban tenían relación parental con Thomas. Entre ellos estaban su hermano, su cuñado y algunas amistades. El mismo año, Thomas intentó abrir una huella (ruta) entre la costa y los Andes, dirigiendo la primera caravana de vagonetas y carruajes.

Desde los intentos iniciales de J. M. Thomas por atraer a Fontana hacia ella [la cordillera] y su creación oficial habían pasado casi tres años. Y fue precisamente este hombre, J. M. Thomas la pieza clave de la colonización cordillerana del Valle 16 de Octubre.
Marcelo Troiano.

En 1893 se asoció con Edwin Kendrick (Cyndrick) Roberts para dedicarse a la búsqueda de una mina de plata en las inmediaciones de los Andes. El mismo año se ofreció al gobierno para «encontrar un paso en las Cordilleras entre los grados 43 y 46 L. S. para facilitar no solo el comercio con Chile sino también para que el Gobierno Argentino, conozca los pasos que pueden serle necesarios conocer en caso de guerra». Esto no se concretó por diferencias financieras surgidas en 1897. Thomas tuvo un rol importante y crucial en el plebiscito del Valle 16 de octubre de 1902 que consolidó la soberanía argentina en tierras reclamadas por Chile.
Hacia mayo de 1895, siendo comisario de Gaiman, fue nombrado comisario inspector suplente por «imposibilidad del titular» Orosindo Maldes. Entre 1899 y 1906 fue el primer jefe de la subprefectura de Rawson. Durante su gestión, el puerto fue el más limpio y mejor organizado de la Argentina. Tras la inundación de 1899, que arrasó con el valle inferior, Thomas realizó gestiones para optimizar el puerto para no mantener aislada a la colonia y traer ayuda del gobierno central. El 25 de septiembre de 1900, con la presencia de autoridades, se firmó el acta de inauguración del Puerto Comercial Rawson labrada en la subprefectura del Chubut.
Thomas también uno de los primeros maestros de Rawson, y realizó los primeros censos de población y mapas de la provincia. Fue el primer juez de paz de la capital provincial y se desempeñó como traductor políglota. Fue sargento mayor de la caballería nacional en 1886. Además, fue íntimo amigo de los tehuelches a quienes les enseñó idioma español. También puso uno de los primeros comercios de Rawson.
En la capital chubutense vivió en su casa de Castell Iwan hasta la muerte de su esposa. Luego se fue a vivir con su hija a la zona rural de Bryn Crwn, al oeste de Gaiman, donde falleció en 1914.

## Reconocimientos
El prefecto Ricardo Oscar Montini efectuó una biografía sobre Thomas definiéndolo como «una personalidad notable, de múltiples facetas». El 30 de julio de 1987 se sancionó la Ley provincial Nº 2886 (promulgada mediante decreto 990.1/627) imponiendo el nombre de John Murray Thomas al muelle pesquero de Puerto Rawson. Esto ocurrió el 29 de octubre del mismo año, día de la Prefectura Naval Argentina. El impulsor del homenaje fue el gobernador Atilio Oscar Viglione. En septiembre de 2014 se dio a conocer, mediante un proyecto de ordenanza, la construcción de un monumento a Thomas en el Puerto de Rawson y la imposición de su nombre en la ruta interbalnearia que unirá Puerto Madryn y Rawson.